# 보르네오흰수염긴팔원숭이
보르네오흰수염긴팔원숭이(학명: Hylobates albibarbis)는 긴팔원숭이과 긴팔원숭이속에 속하는 영장류의 일종이다. 보르네오날쌘긴팔원숭이 또는 남방긴팔원숭이라고도 불린다. 보르네오섬 남부 지역의 카푸아스 강과 바리토 강 사이에서 발견되는 긴팔원숭이로 멸종위기종의 하나이다. 이전에는 보르네오흰수염긴팔원숭이를 검은손긴팔원숭이의 아종으로 간주했지만, DNA 연구에 의해 이제는 별도의 종으로 분류하고 있다.